# Europäische Föderation der Bau- und Holzarbeiter
Die Europäische Föderation der Bau- und Holzarbeiter (EFBH) ist ein europäischer Gewerkschaftsverband mit Sitz in Brüssel. International tritt dieser Gewerkschaftsverband auch unter den Namen European Federation of Building and Wood Workers (EFBWW) und Fédération Européenne des Travailleurs du Bâtiment et du Bois (FETBB) auf.

## Organisationsstruktur
Die EFBH vereinigt 76 Mitgliedsgewerkschaften aus der Bau- und Baumaterialienindustrie, der Holzindustrie sowie der Forstwirtschaft und verwandten Industriezweigen mit rund 2.000.000 Mitgliedern in 34 Ländern.
Mitglieder sind
- in Deutschland: die IG Bauen-Agrar-Umwelt (IG BAU) und die IG Metall (IGM),
- in Österreich: die Gewerkschaft Bau-Holz und
- in der Schweiz: UNIA und Syna.

Präsident der EFBH ist Dietmar Schäfers (IG BAU), Generalsekretär der Schwede Sam Hägglund (Wahl bzw. Wiederwahl 2015).
Die EFBH ist Mitglied im Europäischen Gewerkschaftsbund (EGB) und kooperiert mit der Bau- und Holzarbeiter Internationale (BHI). Die EFBH ist ein von der EU anerkannter Sozialpartner im sektoralen Europäischen Sozialdialog (auf Branchenebene mit der Vereinigung der europäischen Bauarbeitgeberverbände, der Fédération de l’Industrie Européenne de la Construction (FIEC)).
Die EFBH unterhält allein oder gemeinsam mit der FIEC mehrsprachige Informationsseiten mit Informationen zu den Bauarbeitsbedingungen in vielen europäischen Ländern.

## Entstehung der EFBH
Als Reaktion auf die Gründung der EWG bildeten die dem Internationalen Bund der Bau- und Holzarbeiter (IBBH) angeschlossenen Bau- und Holzgewerkschaften aus Belgien, Deutschland, Frankreich, Italien, Niederlanden und Luxemburg 1958 zunächst einen „Gemeinsamen Europäischen Ausschuss für die Bau- und Holzsektoren“.
Dieser zunächst eher lockere Zusammenschluss im Rahmen der IBBH verselbständigte sich rasch mit der zunehmenden Europäischen Integration und dem damit einhergehenden größeren Bedarf an koordinierter Politik gegenüber den EWG-Institutionen und gab sich eine eigene Satzung. Mit der Berufung des belgischen Gewerkschafters Juan Fernandez 1968 zum Sekretär des Ausschusses wurde der vorher in Amsterdam und Frankfurt eingerichtete Sitz des Verbandssekretariats nach Brüssel verlegt.
1974 wurde auf einer Generalversammlung eine neue Satzung verabschiedet, um die Strukturen neuen Aufgaben und der Erweiterung der EWG anzupassen und der bisherige Gemeinsame Ausschuss benannte sich zunächst in „Europäische Föderation der Bau- und Holzarbeiter in der Gemeinschaft“ (EFBHG) um. Damit sollte auch die Voraussetzungen geschaffen werden, um Einfluss auf die Politik des zeitgleich gegründeten Europäischen Gewerkschaftsbund (EGB) nehmen zu können.
Zugleich wurde die Beschränkung der Mitgliedschaft auf Mitgliedsgewerkschaften des IBBH aufgegeben. Ab diesem Zeitpunkt konnten auch andere Bau- und Holzgewerkschaften, deren Dachverbände gleichzeitig dem EGB angehörten, der EFBHG beitreten. Zugleich wurden Gewerkschaften aus den damals neuen EWG-Mitgliedsländern Dänemark, Großbritannien und Irland sowie eine nicht dem IBBH angehörende italienische Gewerkschaft (Filca-CiSL) neu aufgenommen. Mit jeder neuen Erweiterung der EWG, dann EG und schließlich EU wuchs die Zahl der angeschlossenen Mitgliedsgewerkschaften weiter. 1983 erfolgte eine erneute Namensänderung in EFBH.
Ab 1989 traten auch christlich orientierte Gewerkschaften aus den Niederlanden, Belgien, Luxemburg und Frankreich der EFBH bei, nachdem sich deren Dachverband Europäische Christliche Föderation aufgelöst hatte und die christlichen Gewerkschaftsbünde sich endgültig dem EGB anschlossen. Ab 1990 wurde auch den Gewerkschaften der EFTA-Länder eine Mitgliedschaft ermöglicht, so dass Gewerkschaften aus der Schweiz und Norwegen beitraten. Mittlerweile besteht auch für die Gewerkschaften aus potenziellen Beitrittskandidaten der EU die Möglichkeit einer Mitgliedschaft, so dass auch türkische und kroatische Gewerkschaften der EFBH angehören.